# Едуард Бойл
Сър Едуард Бойл – втори баронет (на английски: Sir Edward Boyle, 2nd Baronet) е активен наблюдател на събитията на Балканския полуостров в течение на 4 десетилетия – от 1903 г. до годините на Втората световна война. Последователно е член, секретар и председател на Балканския комитет към Камарата на общините на британския парламент.

## Биография
Сър Едуард Бойл – втори баронет, не бива да бъде бъркан с баща му сър Едуард Бойл – първи баронет (1848 – 1909) или със сина му сър Едуард Чарлз Гърни Бойл – трети баронет (1923 – 1981). И тримата са видни английски политици – членове на Консервативната партия в Обединеното кралство. Оригиналното фамилно име на рода е ирландското O’Boyle.
Преди избухването на Балканската война Едуард Бойл обхожда някои области на европейската част на Турция, по специално Македония, и докладите му дават повод на Балканския комитет да публикува манифест, в който се изтъква, че сведенията за убийства в Турция не са преувеличени, и се сезира английското обществено мнение. Посочени са убийства, изстъпления и произволи на младотурците и стремежите им да ислямизират християните в Европейска Турция.
Самият Балкански комитет в Лондон е британска неправителствена организация, основана през 1903 г. и функционирала до 1946 г. с цел да подпомага балканската политика на британските управляващи среди. Пръв негов председател е лорд Джеймс Брайс, но скоро той отстъпва мястото си на Ноел Бъкстон. Под ръководството му и с подкрепата на брат му Чарлз Бъкстон Балканският комитет разгръща активна дейност в навечерието и по време на войните 1912 – 1913 и 1915 – 1918 г. Застъпва се за каузата на България след поражението ѝ в Междусъюзническата (1913) и Първата световна война (1915 – 1918), но без особени успехи. През 1925 г. председател на Балканския комитет става сър Едуард Бойл, който дотогава е секретар на комитета.
Фондовете на българските дипломатически представителства в чужбина съхраняват интересни документи. Във фонд „Българска легация“ в Лондон е запазено предложението на Българската легация в Лондон от 22 февруари 1921 г. да се наградят с ордени 27 английски приятели на България по случай юбилея на Иван Вазов. Между тях са бившите депутати Ноел и Чарлз Бъкстон, секретаря на Балканския комитет в този момент сър Едуард Бойл, лейди Констанца Бойл – благотворителка в Македония и други.
Интерес представлява също кореспонденцията на Андрей Ляпчев и Никола Стоянов с Едуард Бойл от 1924 г. до 1933 г. във връзка с отношенията между България и Югославия, влошеното положение на българите във Вардарска Македония, опитите на сър Едуард да подпомогне България при сключването на заем с английски банки и други. Сър Едуард цени високо тези свои познанства, както и връзките си с Македонския национален комитет в София, и в статия за списание „Кънтемпъръри Ривю“ от 23 юни 1927 г. се произнася: „Македонските българи са най-здравите българи.“
В началото на 1930 г. Балканският комитет се активизира в защита на българското население, останало в границите на Сърбия и подложено на жесток натиск от властите да го сърбизират, а самият сър Едуард подготвя и връчва през май 1930 г. Меморандум на британския външен министър в защита на българското население във Вардарска Македония.
Сър Едуард Бойл е един от посрещачите на генерал Владимир Вазов на лондонската гара „Виктория“ и допринася за достойното посрещане и престой на героя от Дойранската епопея в английската столица през май 1936 г.
В статия за списание „Кънтемпъръри Ривю“ от април 1939 г. сър Едуард поддържа българските претенции за връщане на Южна Добруджа и излаза на Бяло море. Там той казва, че македонските славяни са се считали българи още далеч преди определянето на границите на Българската екзархия в 1870 г. и предлага на югославските власти да разрешат използването на български език в училищата и църквите в Южна Сърбия и дори да върнат на България част от македонските земи в знак на добра воля и за гарантиране на добри бъдещи взаимоотношения между двете страни.
При мисията на Стойчо Мошанов в Лондон сър Едуард му посредничи за установяване на контакти с английските политически среди.
На 24 май 1936 г., на празника на Св. св. Кирил и Методий, сър Едуард Бойл с одобрението на ръководството на Оксфордския университет и в присъствието на представители на българските официални институции връчва на ректора на Софийския университет Михаил Арнаудов точно копие на близо двестагодишния оксфордски жезъл като символ на академичната власт. Жестът е израз на признание на порасналия международен престиж на Софийския университет „Св. Климент Охридски“. По време на тържествата по случай 50-годишнината на Софийския университет през май 1939 г. сър Едуард Бойл е сред най-почетните гости. Като скромен жест на благодарност за дългогодишната подкрепа университетът го удостоява с научната степен „Доктор хонорис кауза на правните науки“.